# SD Amorebieta
Sociedad Deportiva Amorebieta ist ein spanischer Fußballverein aus Amorebieta-Etxano.

## Stadion
Seine Heimspiele trägt der Verein im Campo de Fútbol Municipal Nuevo Urritxe, auch einfach nur Urritxe genannt, in Amorebieta-Etxano aus. Das Stadion hat ein Fassungsvermögen von 3000 Personen. Da das Campo de Fútbol Municipal Nuevo Urritxe nicht die Anforderungen der Segunda División entspricht, nutzt der Verein die Jugendakademie Lezama von Athletic Bilbao in der Liga als Spielstätte.

## Bekannte Spieler
- Jagoba Arrasate (2006–2007)
- Jon Aurtenetxe (2001–2002, 2017)
- Iñaki Bea (1999–2001)
- Xabier Etxeita (seit 2022)
- Jon Ander Felipe (2014–2015)
- Óscar Gil (2021–2022)
- Gorka Guruzeta (2021–2022)
- Gorka Iturraspe (2017–2019, 2022–2023)
- Jürgen Locadia (seit 2024)
- Peru Nolaskoain (2022)

## Trainerchronik
Stand: 14. März 2024
| Trainer               | Nation  | von               | bis               |
| --------------------- | ------- | ----------------- | ----------------- |
| Alfonso Barasoain     | Spanien | 9. Januar 2009    | 30. Juni 2009     |
| Alfonso Barasoain     | Spanien | 23. Dezember 2009 | 30. Juni 2011     |
| Axier Intxaurraga     | Spanien | 1. Juli 2000      | 30. Juni 2013     |
| Iñaki Léniz           | Spanien | 1. Juli 2013      | 15. Mai 2014      |
| Josué Atela           | Spanien | 16. Mai 2014      | 13. Januar 2015   |
| José Félix Gallastegi | Spanien | 14. Januar 2015   | 30. Juni 2015     |
| Carlos Docando        | Spanien | 1. Juli 2015      | 30. Juni 2016     |
| Aitor Larrazábal      | Spanien | 1. Juli 2016      | 30. Juni 2017     |
| Joseba Etxeberria     | Spanien | 1. Juli 2017      | 5. Februar 2018   |
| Xabi Sánchez          | Spanien | 6. Februar 2018   | 30. Juni 2018     |
| Iñigo Vélez           | Spanien | 1. Juli 2018      | 7. März 2022      |
| Haritz Mújika         | Spanien | 8. März 2022      | 11. Dezember 2023 |
| Jandro Castro         | Spanien | 13. Dezember 2023 |                   |